# 新疆霍城四爪陆龟国家级自然保护区
新疆霍城四爪陆龟国家级自然保护区是中华人民共和国新疆维吾尔自治区伊犁地区霍城县的国家级自然保护区。保护区的主要保护对象是四爪陆龟和其生境，是中华人民共和国境内首个以四爪陆龟作为主要保护对象的国家级自然保护区。保护区面积350平方千米。

## 保护区信息

### 地理位置
新疆霍城四爪陆龟国家级自然保护区位于中华人民共和国新疆维吾尔自治区伊犁地区霍城县北部，西侧为芦草沟镇大东沟，东侧以塔姆察河为界。南至清伊高速公路的水定镇段，北侧则是麻杆沟水库的1号库。距离县城仅20千米。地理坐标北纬44°06'到44°18'，东经80°40'到80°58'。保护区面积350平方千米，核心区面积超过140平方千米，缓冲区面积近68平方千米，实验区面积接近142平方千米，涉及到霍城县7个乡镇的22个行政村，保护区主要分为妖魔山-坎土曼墩片区，喀拉苏片区和保护区管理局片区。
新疆霍城四爪陆龟国家级自然保护区地处天山山脉中部，伊犁河北侧支流果子沟沟口的两岸，阿克塔斯山南麓的黄土丘陵地带。这里有10米到30米的第四纪黄土沉积层，因流水的侵蚀作用，这里形成羽状的丘陵和沟谷。保护区地势呈北高南低之势，北侧靠天山，东、南、西三侧则或为丘陵，或为平原，或为低阶地河滩。保护区南侧多为农垦区。在黄土母质之上，发育有灰钙土，在沟谷中分布有少量的草甸灰钙土和草甸土等，该地区土壤速效氮的含量较低，速效磷含量则更为缺乏。不过厚实的土壤和向阳的坡向为四爪陆龟提供了合适的栖息环境。保护区气候属大陆性温带气候，冬冷夏热，平均气温8.2到9.4摄氏度，极端最高气温超过40摄氏度，极端最低气温低于-42摄氏度。无霜期165天，年降水量140到160毫米，蒸发量1400毫米到1900毫米。冬季积雪丰厚，年均积雪达84天以上，一般积雪厚度大约20毫米。萨尔布拉克水系和果子沟水系是保护区及周边区域主要的水系，保护区内也有麻杆沟水库等四座小型水库。

### 保护区建立
二十世纪60年代以前，四爪陆龟长期生活在天山支脉阿克拉斯山的前山荒漠地带，即现在保护区的东侧边界到汤姆察布拉克，南至乌伊公路。西至三宫乡、清水河农场、清水河镇和芦草沟乡三大队以及霍城县种羊场、萨尔布拉克乡一带。然而随着人类活动的增多，人类活动对四爪陆龟的影响开始变大。道路、农田、居民点的建设使四爪陆龟的栖息地逐渐破碎。牧民的迁徙也会进入并危害四爪陆龟的栖息地。开荒会使得栖息地的植被开始退化，四爪陆龟喜食的植物逐渐减少。又因为四爪陆龟的龟板、龟骨、龟胶、龟血被视为具有较高药用价值的原材料，而且也有人会食用四爪陆龟，四爪陆龟又面对着被过度捕杀的风险。捕杀往往发生在繁殖及繁殖前期，加上四爪陆龟的无论繁殖次数、产卵数量、成活率都很低，发育也非常缓慢，使得陆龟的数量急速下降。除此了人类活动和自身因素外，四爪陆龟的栖息地内也生活有狼、赤狐、鸢、雕、隼等四爪陆龟的天敌，牧民养的牧羊犬也会捕食四爪陆龟。这使得四爪陆龟面临更严峻的环境。
为了保护数量日益减少的四爪陆龟，1983年，霍城四爪陆龟自然保护区经新疆维吾尔自治区人民政府批准后成立，次年5月，霍城四爪陆龟自然保护区管理站成立，隶属伊犁地区霍城县林业局。2016年5月，保护区升为新疆霍城四爪陆龟国家级自然保护区。次年8月，新疆霍城四爪陆龟国家级自然保护区管理局正式成立。从2017年开始，保护区内的近百处人类活动点受到遥感监测，调出超过31平方千米的农田、人工经济林和村庄居民点。共计61处废旧房屋、砖厂、滑雪场等人类活动点被拆除或搬迁。2020年底，霍城四爪陆龟国家级自然保护区启动了人工繁育项目。到2021年8月下旬，保护区管理站内有7只小龟孵化出来，这也是新疆第一次通过人工繁育的手段协助四爪陆龟繁殖。
截止2019年，新疆霍城四爪陆龟国家级自然保护区管理局在职人员共10人。

## 动植物资源

### 植物
新疆霍城四爪陆龟国家级自然保护区内至少有22科56属65（变）种野生维管束植物，以被子植物为主。其中单子叶植物3科6属6种，双子叶植物19科50属59种。保护区内植物区系呈现温带性质，以蒿属半荒漠草原型为主，保护区内植物可以被分为8个植物群落，以囊果苔草-毛穗旱麦草（Eremopyrum distans）群落、苦豆子群落、角果藜-蒿群落、蒿属植物群落、毛穗旱麦草群落、角果毛茛-囊果苔草群落、角果毛茛群落、野燕麦-角果毛茛群落为主。保护区内植物以起源较为古老的科为主，其中优势科为共11种的十字花科，10种的菊科，各为7种的豆科、藜科。禾本科、罂粟科、车前科、玄参科、旋花科、蔷薇科、唇形科、锦葵科、苋科、蓼科、萝藦科、毛茛科等也存在于保护区内。保护区内植物有较大数量的短命植物，包括条叶庭荠、角果毛茛等，一般集中在3月底到6月初生长。保护区内植物生长型谱及生活型若以株生长型区分生活型，直立型植物占多数。若以根生长型区分生活型，则以直根型数量最多。若以劳恩凯尔植物生活型区分，一年生植物数量最多。保护区内常见的四爪陆龟喜食植物包括离子芥、北疆鸦葱、皱叶鸦葱、婆婆纳、田旋花、戟叶鹅绒藤、拉拉藤、腋球顶冰花等。

### 动物
新疆霍城四爪陆龟国家级自然保护区内记录有122种野生脊椎动物，隶属23目36科83属。其中最为丰富的是鸟类和哺乳动物，分别有16目30科92种和4目9科18种。两栖动物有2种，隶属1目2科。爬行动物有10种，隶属2目5科。保护区内生活的动物中，被列为中华人民共和国《国家重点保护野生动物名录》I级重点保护动物的有四爪陆龟、黑鹳、金雕和胡兀鹫4种。属于II级重点保护动物有20种，包括黑耳鸢、毛脚鵟、草原雕、红隼等。被列入《“三有”保护动物名录》的有74种。被列入《国际自然保护联盟濒危物种红色名录》的动物分别是四爪陆龟和兔狲。被列入《濒危野生动植物物种国际贸易公约》的包括东方沙蟒、黑耳鸢等25种。另外，赤狐、苍鹭、大白鹭等新疆维吾尔自治区重点保护动物也生活在保护区内。

### 四爪陆龟
二十世纪60年代初，现保护区地区四爪陆龟的种群数量超过150万只，每平方米的四爪陆龟数量最高时可以超过4100只，在其分布最集中的地区甚至可以接近16,000只每平方千米。此时四爪陆龟分布面积在500平方千米左右。而到了保护区建立时，四爪陆龟仅分布在霍城县境内，而其分布面积仅剩270平方千米，数量更是减少到了大约1.5万只。此时在分布最集中的区域，其密度每平方米也只有不足一百只。到二十世纪90年代初，种群数量不到1400只，每平方米也只有6到7只，分布面积只剩下180平方千米。1995年，野生四爪陆龟仅剩295只，每平方米可能只有1到2只龟，而雌雄比仅有7:1。二十一世纪后，在保护区的保护、管理及人工饲养的协助下，四爪陆龟的数量达1000只，不过大多生活在人工饲养点内。到了2020年，四爪陆龟的数量超过了1300只。
关于四爪陆龟的生境，保护区内四爪陆龟的龟洞主要分布在北纬44.08°东经80.88°附近，数量多且密集。龟洞的洞口大多朝南，龟洞往往选择在银砂槐、驼绒藜、伊犁黄耆、冷蒿这类多年生植物根部，洞口往往会出现四爪陆龟喜食的植物。洞穴周围植物的经丛随着龟洞的宽度和高度增大而增大。